# 牛糞

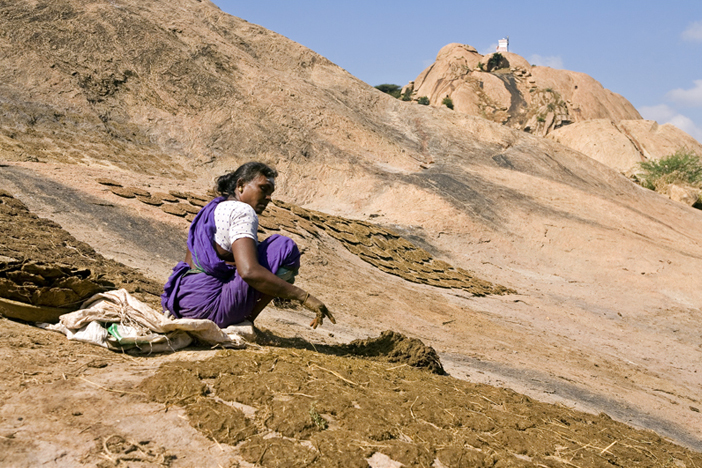
在印度乾牛糞被用來做為燃料

牛糞是牛的糞便，其中有許多未消化的植物殘質，含有豐富的礦物質，顏色由綠色到黑色不等，在和空氣接觸後顏色會變暗。
乾牛糞可用來做燃料、肥料。是可再生能源之一。蚯蚓及蜣螂可以清理牛糞，若牛糞沒有被這些昆蟲清理，牛糞會乾掉。
牛糞也可以用來產生生物氣體，可用來發電或產生熱量。
乾牛糞是很好的燃料，可再生能源，亦可以用於建房築牆，「撿牛糞」在早期的鄉村是一種副业／工作。